# 旭川冬まつり

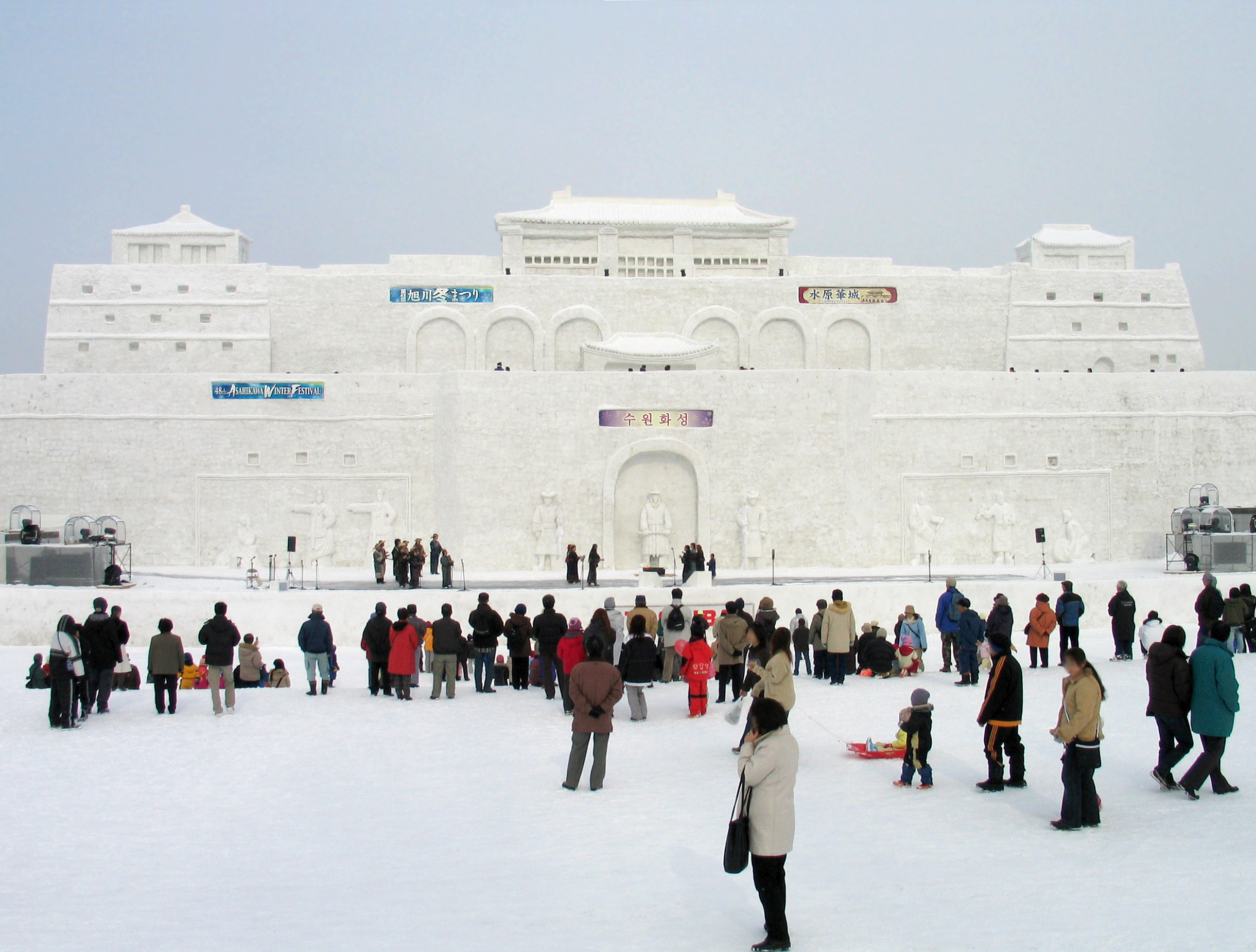
メイン雪像「華城」（2007年2月11日）

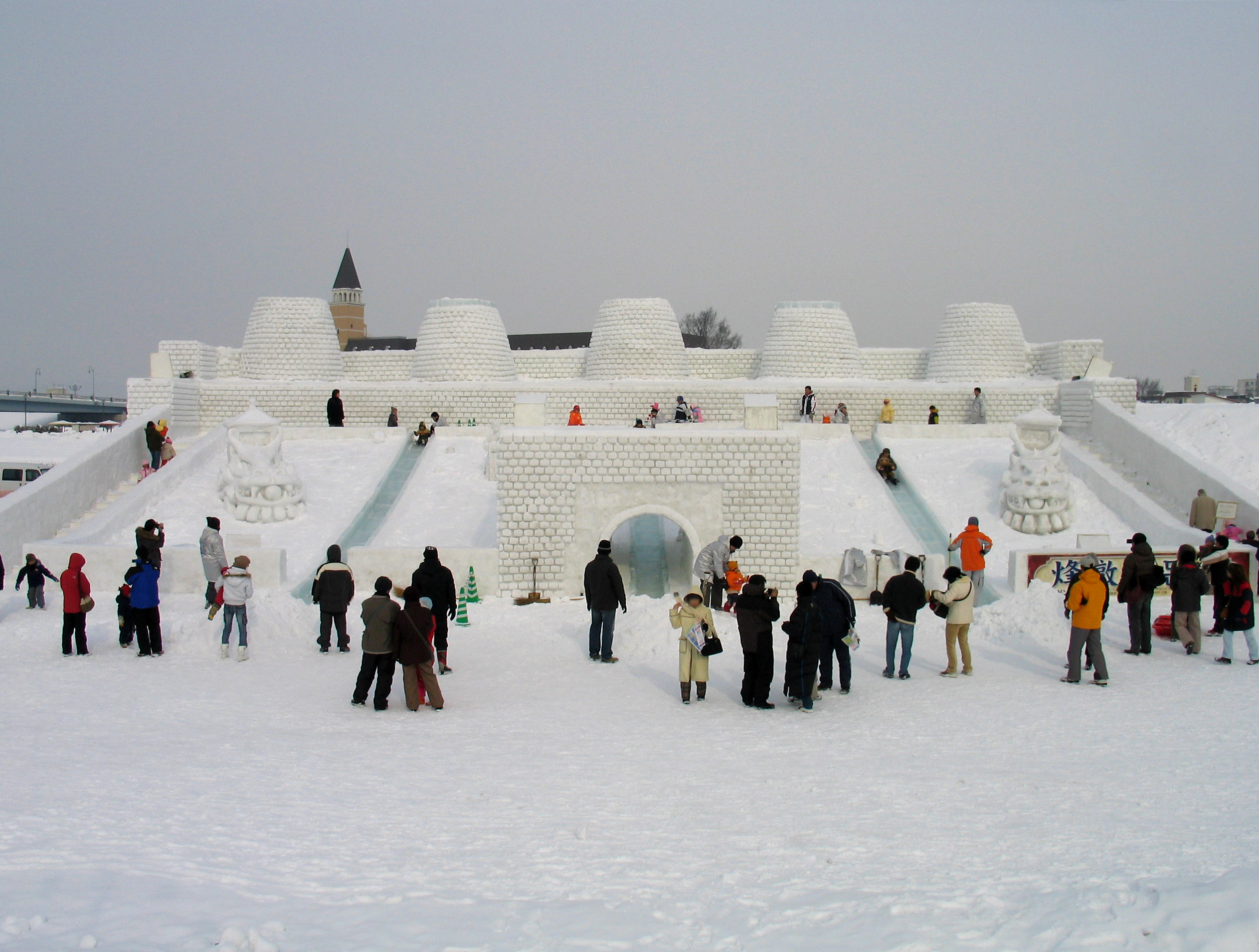
サブ雪像「烽敦」（2007年2月11日）

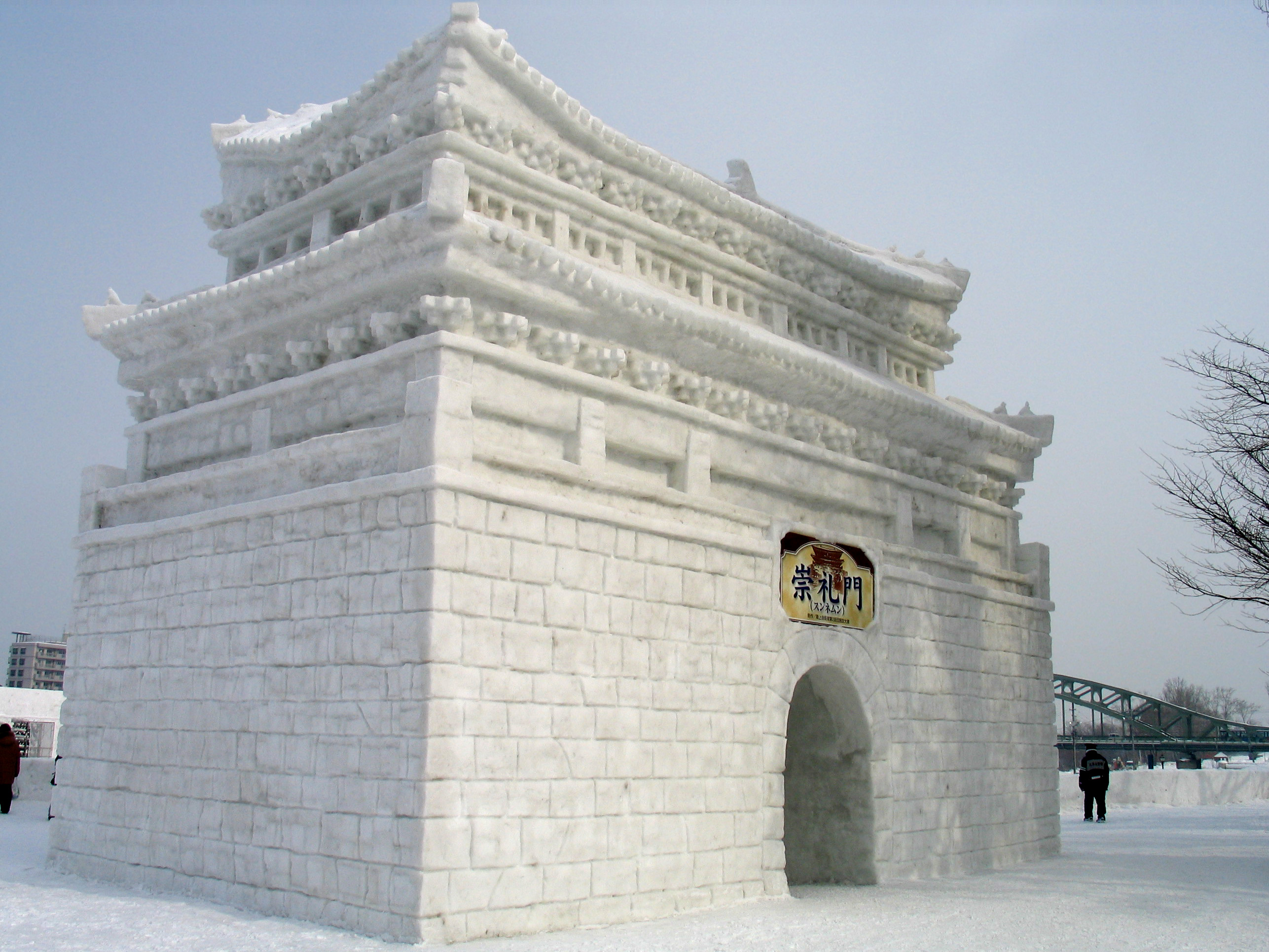
サブ雪像「崇礼門（スンネムン）」（2007年2月11日）

旭川冬まつり（あさひかわふゆまつり）は、北海道旭川市で、毎年2月上旬に行われる雪まつりである。1960年（昭和35年）に第一回が開催された。北海道を代表する冬のイベントの一つで、さっぽろ雪まつり（約200万人）に次ぐ規模の入場者数（約100万人）を誇る。海外からの観光客も多い。

## 概要
1947年（昭和22年）から行われていたイヨマンテ（熊祭り）を前身とする。メイン会場は、当初は市内の常磐公園であったが、1986年（昭和61年）から隣接する石狩川河川敷の旭橋のたもとに移された。
会場が広くなったことを受けて雪像の巨大化が進み、翌1987年（昭和62年）のメイン雪像の「ガリバー城」は、世界一大きな雪像としてギネスブックに掲載された。その後、1994年（平成6年）には、旭川市の姉妹都市である韓国水原市にある世界遺産・華城の雪像で記録を更新している。これほど大きな雪像が作られる背景には、敷地が広いという条件だけでなく、同時期に開催されるさっぽろ雪まつりがマスコミなどを通して全国的な注目を集めるのに比して知名度が及ばないため、雪像の大きさで道外に祭りの存在をアピールしたいという主催者側の思惑があるといわれている。
これらの大雪像は、市内に駐屯する陸上自衛隊第2師団の諸部隊が中心となって約1か月の時間をかけて製作するが、その周辺には、市民のグループが製作する小雪像が立ち並ぶ。
大雪像前にはステージが設けられ、期間中音楽、舞踊、お笑い、ラジオ番組の公開録音などのイベントが行われ、最終日の夜には花火がフィナーレを飾る。周辺には氷の滑り台、チュービング、巨大迷路、スノースクート、ミニ列車、馬そり試乗などのアトラクションも用意され、「冬マルシェ」と称する飲食や土産物販売の出店もある。
近年は小学校や地域の通りに雪だるまの他、光や紙細工を使ったオブジェを設置し、幻想的な世界を演出した「あさひかわ雪あかり」が好評を博している。
2004年（平成16年）からは氷神輿の製作と渡御が行われている。
また、サブ会場としては、平和通買物公園や七条緑道なども利用され、特に買物公園は1973年より毎年開催されている「氷彫刻世界大会」の会場として旭川市民や観光客になじみの存在となっている。
2021年（令和3年）に予定されていた第62回は、さっぽろ雪まつり同様、新型コロナウィルス感染拡大を懸念して来場型開催を中止。オンラインでの開催に変更された。

## 歴史
- 1960年（昭和35年）- 第1回が開催される。
- 1986年（昭和61年）- 会場を石狩川河川敷まで拡張し、そこをメイン会場とする。
- 2004年（平成16年）- 氷御輿の制作と渡御を開始。
- 2009年（平成21年）- 第50回目を迎える。

## アクセス
期間中、JR旭川駅前から4条7丁目(乗車専用)を経て会場に向かう無料シャトルバスが運営される。帰路は、4条9丁目(下車専用)経由で旭川駅までとなる。また、会場と旭山雪の村・旭山動物園を結ぶ無料シャトルバスも若干運行される。
旭川駅からは、氷彫刻世界大会の作品を見ながら平和通買物公園を進み、七条緑道、常盤公園を通って会場まで約1.5kmを徒歩で向かうこともできる。